# 長野県道396号稲荷山停車場線
長野県道396号稲荷山停車場線（ながのけんどう396ごう いなりやまていしゃじょうせん）は、長野県長野市を走る一般県道。

## 概要
長野県道395号川口田野口篠ノ井線・長野市道（長野県道77号長野上田線旧道）の稲荷山駅入口交差点からJR稲荷山駅に至る、約50mほどの短い路線である。

### 路線データ
- 起点：長野市篠ノ井塩崎字権代川原（稲荷山駅入口交差点＝長野県道395号川口田野口篠ノ井線交点）
- 終点：長野市篠ノ井塩崎字権代川原（篠ノ井線稲荷山駅）

## 交差・接続する道路
- 稲荷山駅入口交差点（長野市篠ノ井塩崎＝起点）
  - 長野県道395号川口田野口篠ノ井線

## 沿道
- JR篠ノ井線 稲荷山駅